# Brandfogmassa
Brandfogmassa är en brandskyddande elastisk fogmassa som är både rök- och gastät. Den är avsedd för tätning av skiljeväggar, utrymningstrappor och hisschakt samt genomföringar.